# Siedem grzechów głównych

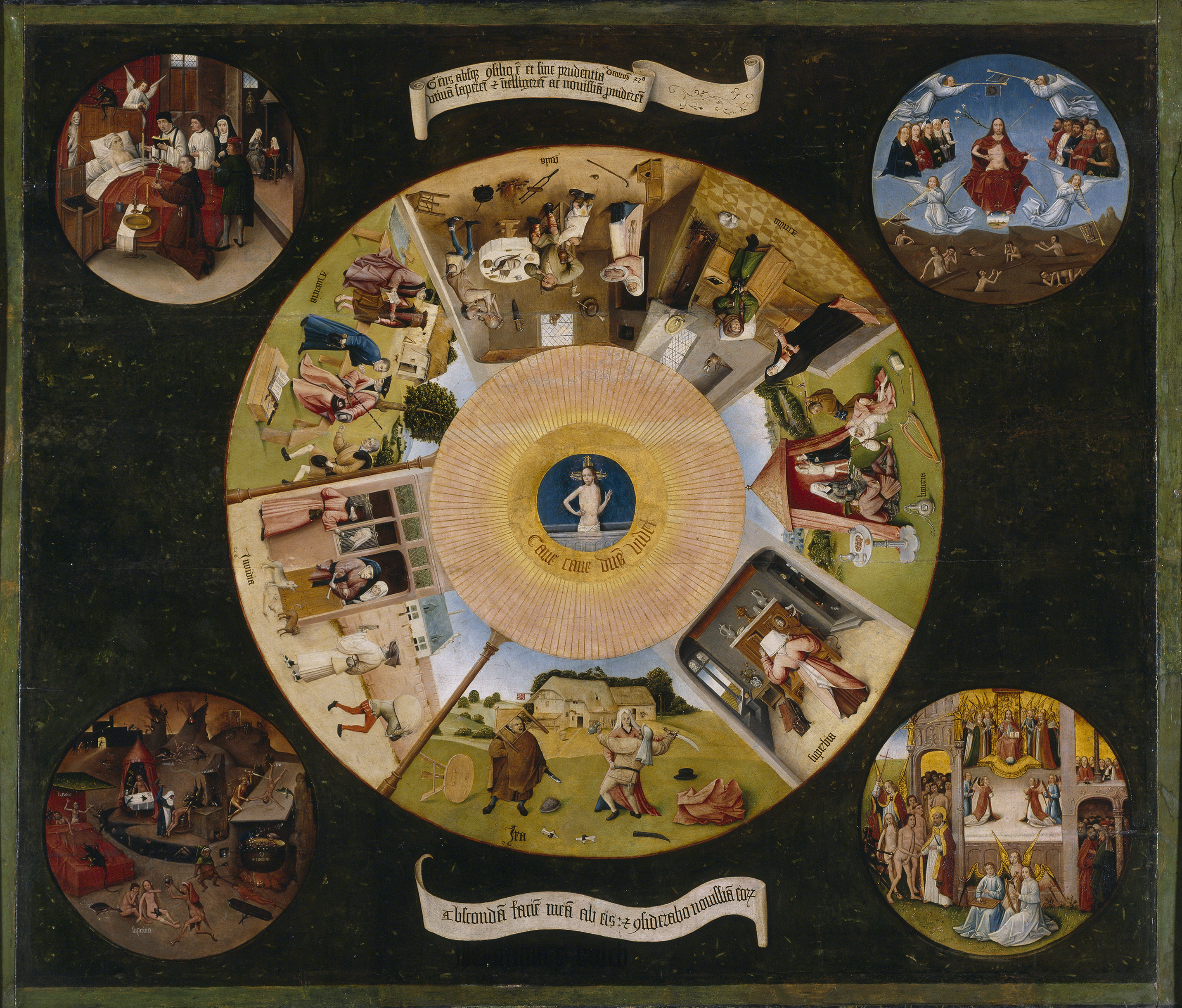
Hieronim Bosch, Siedem grzechów głównych (Stół Mądrości), przed 1525

Siedem grzechów głównych (łac. septem peccata capitalia) – tradycyjna chrześcijańska klasyfikacja podstawowych grzechów i wad ludzkich, od których wywodzą się wszystkie inne grzechy/wady. We wschodnim chrześcijaństwie wymienia się ich osiem i tak też było w zachodnim do średniowiecza. Klasyfikacja ta zainspirowała także światową kulturę i sztukę.

## Źródła biblijne
Nauczanie o siedmiu/ośmiu wadach/grzechach wywodzi się z czasów Ojców Kościoła, lecz jej korzenie znajdują się w Nowym Testamencie, który zawiera kilka zestawień grzechów: Mt 15, 19, Mk 7, 21-22, Rz 1, 29-31, 2 Kor 12, 20-21, Ga 5, 19-21, Kol 3, 5-8, 2 Tm 3, 2-5, z których, jak też z kilku innych wersetów, zostały zaczerpnięte te uznane później za główne. Ich liczba nawiązuje do Ewangelii, stwierdzającej o Marii Magdalenie, że opuściło ją siedem złych duchów (Łk 8,2; Mk 16,9), zaś Jezus Chrystus nauczał, że zły duch, atakując człowieka bierze siedem innych duchów złośliwszych niż on sam (Mt 12, 45; Łk 11, 26). Liczba siedem w Biblii jest symbolem pełni, całości. Ojcowie Kościoła symbol siedmiu/ośmiu wad/grzechów, które trzeba w sobie całkowicie wyplenić, upatrywali w Starym Testamencie, w siedmiu plemionach kananejskich, które Bóg nakazał wytępić Izraelitom (Pwp 7, 1-2), ósmym zaś byli Egipcjanie, których opuścili. Określenie, że z grzechów/wad tych wywodzą się wszystkie inne pochodzi od św. Pawła Apostoła, który stwierdził, iż korzeniem wszelkiego zła jest chciwość pieniędzy (1 Tm 6, 10), św. Jakuba Apostoła piszącego: Gdzie bowiem zazdrość i żądza sporu, tam też bezład i wszelki występek (Jk 3, 16) oraz Syracydesa, który mówił, że pycha jest początkiem grzechu każdego (Eccli 10, 15 Wulg).

## Historia i nazwy

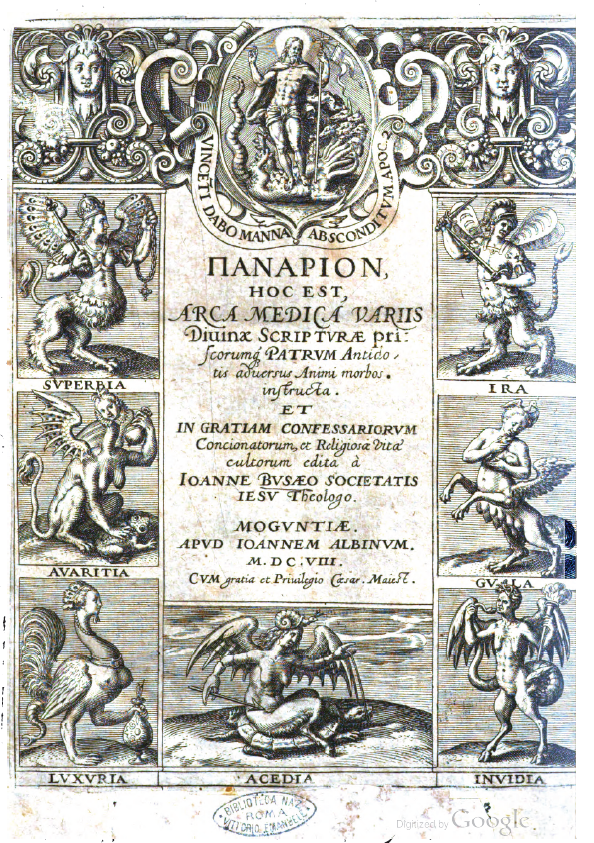
Johannes Busaeus, Panarion, 1608

Klasyfikacja grzechów głównych rozpowszechniła się wśród ojców pustyni. Św. Antoni Wielki mówił o czterech wadach: próżność (gr. κενοδοξία), beztroska (gr. χαρά), gniew (gr. θυμός) i lękliwość (gr. δειλία). Ewagriusz z Pontu (345–399) opracował, przede wszystkim w traktacie O ośmiu duchach zła, praktyczne nauczanie o ośmiu złych duchach, które eremita powinien kolejno pokonać: obżarstwo, nieczystość, chciwość, gniew, smutek, acedia, próżność, pycha. Klasyfikację tę spopularyzował w Kościele Zachodnim uczeń Ewagriusza, św. Jan Kasjan (360-ok. 435), poprzez swoją książkę Ustawy życia mnichów oraz leczenie ośmiu głównych grzechów (De Coenobiorum Institutis).
Na Wschodzie grzechy główne nazywano nie tylko wadami (gr. κακίαι), chorobami duszy, namiętnościami, pożądliwościami (gr. πάθη), ale namiętnymi, złymi myślami (gr. λογισμοί), które należy zwalczać w umyśle, aby osiągnąć stan beznamiętności (gr. απάθεια, apatheia), czyli wolności od wszystkich ośmiu głównych namiętności. Jako narzędzie w tej walce Ewagriusz podał liczne wersety Pisma Świętego, odpowiednie do odparcia każdej z ośmiu złych myśli, które zebrał w pracy Antirhetikos. Za źródło wszystkich wad uznawano samolubstwo (gr. φιλαυτία), co uzasadnił szczególnie św. Maksym Wyznawca (ok. 580-662).
Na Zachodzie mówiono także o wadach głównych (łac. vitia capitalia), a walka z nimi również stała się jednym z zadań ascezy. Pychę (łac. superbia) określono tam jako źródło i królowę wszystkich wad, a siedem grzechów głównych jako jej ministrów, co wynikało z tego, iż w Wulgacie werset Syr 10, 15 mówi, iż pycha jest początkiem grzechu każdego (odwrotnie niż w Septuagincie, w której odpowiadający mu werset Syr 10, 13 stwierdza: początkiem pychy – grzech). Stąd też zaczęto mówić o siedmiu, a nie ośmiu grzechach głównych. Św. Grzegorz Wielki (540-604) w 31 księdze Moraliów w rozdz. 45 (PL 76, 621), przeciwstawiał je siedmiu darom Ducha Świętego. Zamiast smutku, jak jest u Ewagriusza, umieścił zazdrość, a św. Tomasz z Akwinu (1224-1274) wyjaśnił to w ten sposób, że zazdrość to smutek z powodu cudzego dobra. On sam wymienił zarówno zazdrość, jak i smutek (łac. tristitia), jako synonim acedii, którą zdefiniował jako smutek z powodu trudu związanego z duchowym dobrem. Potwierdził też nauczanie wschodnich ojców, iż źródłem wad jest nieuporządkowana miłość siebie (samolubstwo, łac. amor sui), jednakże następnie w pewnym sensie utożsamił ją z pychą, ze względu na wspomniany werset Wulgaty.
Jako ogólne przyczyny popadania w grzechy główne, zarówno na Wschodzie, jak i na Zachodzie, wskazano: skażenie ludzkiej natury przez grzech pierworodny sprawiające, że człowiek wbrew rozumowi i naturze kieruje swe pożądanie (gr. έπιθυμίά, łac. concupiscentia) ku sobie i stworzeniom, odwracając się od głównego celu, jakim jest Bóg; wolna decyzja poszczególnego człowieka by ulegać temu; pokusy ze strony demonów skłaniające do tego, przy czym nie każdy grzeszny czyn jest spowodowany ich namową. W kontekście nauczania wschodnich ojców o swoistej cielesności duchów stworzonych, św. Jan Kasjan nauczał, iż nie tylko pycha, czy zazdrość, ale wszystkie grzechy główne, w tym łakomstwo i nieczystość, są również grzechami własnymi poszczególnych złych duchów, starających się zaszczepić osobie kuszonej swój grzech.

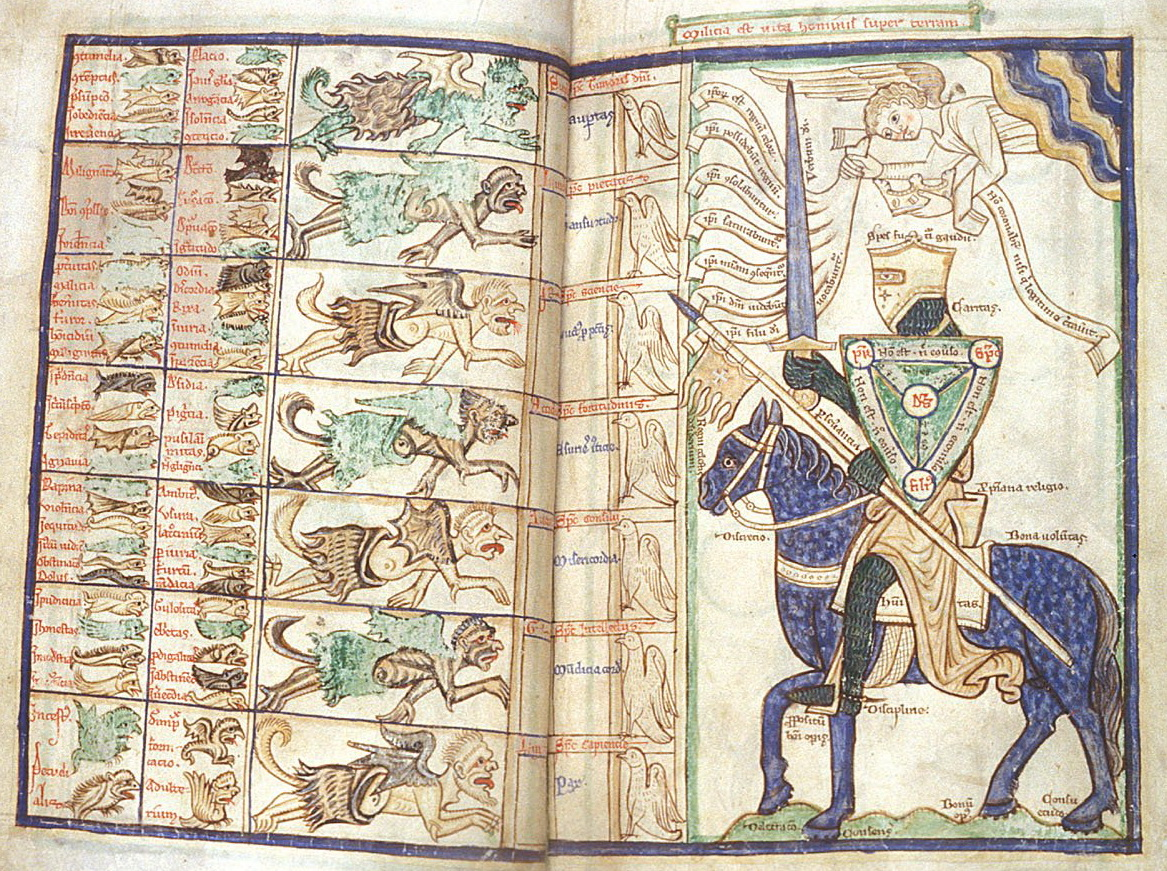
Wilhelm Perault, Suma o wadach i cnotach, ilustracja, poł. XIII w.

Wilhelm Perault (ok. 1190 – 1271), francuski dominikanin, napisał pracę o wadach Summa de vitiis, inaczej Summa vitiorum, a następnie o cnotach Summa de virtutibus, które w XV-XVII wieku wydawane były razem jako Summa de virtutibus et vitiis. Ich streszczeniem jest ilustracja zawarta w manuskrypcie Sumy o wadach z poł. XIII stulecia. Podaje ona do każdego grzechu/wady głównej: przeciwną cnotę, dar Ducha Świętego i błogosławieństwo oraz od siedmiu do dwunastu wad pochodnych. W pracy jako ósmy z grzechów głównych omówił język (łac. lingua), czyli grzechy języka.
Św. Jan Klimak w VI/VII wieku, w traktacie Drabina do raju, łączył pychę z próżnością, uzyskując liczbę siedmiu wad odpowiadających siedmiu demonom. Na Zachodzie podobnie bł. Henryk z Ostii w XIII wieku włączył pychę do siedmiu wad, zastępując nią próżność (próżną chwałę). Utworzył też akrostych saligia z pierwszych liter nazw łacińskich tych wad. Określenie to oraz drugi akrostych siiaagl, w średniowieczu używane było jako nazwa wszystkich tych grzechów łącznie. Ta pierwsza, popularna obecnie kolejność, zastosowana przez Henryka z Ostii, nie ma zatem logicznego charakteru, a była zabiegiem mnemotechnicznym. Kolejność grzechów głównych przyjęta od Ewagriusza, prowadziła od wady najbardziej cielesnej (obżarstwo) do najbardziej duchowej (pycha).
| Ewagriusz z Pontu | Jan Kasjan     |                     | Grzegorz Wielki |                     |
| ----------------- | -------------- | ------------------- | --------------- | ------------------- |
| nazwa grecka      | nazwa łacińska | tłumaczenie polskie | nazwa łacińska  | tłumaczenie polskie |
| Γαστριμαργία      | gastrimargia   | obżarstwo           | gula            | łakomstwo           |
| Πορνεία           | fornicatio     | nieczystość         | luxuria         | rozpusta            |
| Φιλαργυρία        | philarguria    | miłość pieniędzy    | avaritia        | chciwość            |
| Ὀργή              | ira            | gniew               | ira             | gniew               |
| Λύπη              | tristitia      | smutek              | invidia         | zazdrość            |
| Ἀκηδία            | acedia         | zniechęcenie        | acedia          | zniechęcenie        |
| Κενοδοξία         | cenodoxia      | próżna chwała       | inanis gloria   | próżna chwała       |
| Ὑπερηφανία        | superbia       | pycha               | superbia        | pycha               |

Św. Tomasz z Akwinu, omawiając listę wad przedstawionych przez papieża Grzegorza w Sumie Teologicznej w części I-II q84 a4, określenie główne tłumaczył w ten sposób:

Wyraz „główny” pochodzi od „głowa”. Głowa zaś to taki członek, któremu przysługuje pierwszeństwo oraz kierownictwo całym ciałem. Dlatego w przenośni nazywamy głową to, czemu przysługuje pierwszeństwo, a więc np. człowieka, który innymi kieruje lub rządzi zwie się naczelnikiem lub głową. (...) Otóż w tym znaczeniu wadą główną jest to, z czego rodzą się inne wady, szczególnie drogą przyczynowości celowej, gdyż cel jest początkiem formalnym (istotnościowym), jak to widzieliśmy poprzednio (I-II, q. 72, ad 6). Stąd wada główna ma nie tylko pierwszeństwo w stosunku do innych, ale także dzierży kierownictwo nad innymi grzechami, niejako prowadząc je. Zawsze bowiem sztuka czy sprawność odnosząca się do celu ma pierwszeństwo i kierownictwo nad tymi rzeczami, które służą do osiągnięcia celu. Dlatego św. Grzegorz wady główne przyrównuje w tymże miejscu do dowódców wojska (Suma teologiczna I-II q. 84 ad 3).

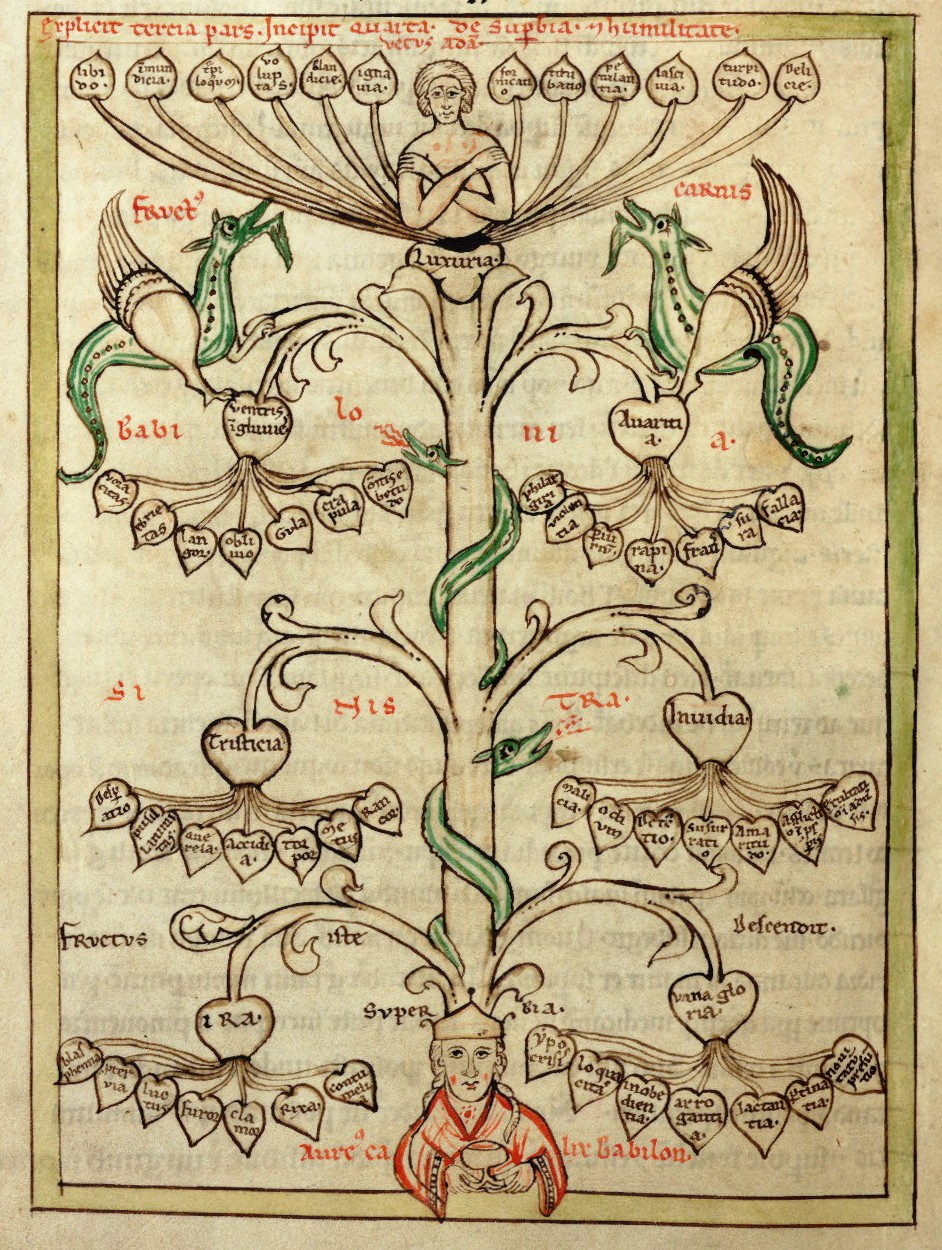
Drzewo wad, rycina w Speculum Virginum, ok. 1330

Św. Jan od Krzyża (1542-1591) omówił siedem wad głównych w życiu duchowym osób początkujących w siedmiu pierwszych rozdziałach dzieła Noc ciemna. Ukazał subtelny aspekt każdej z nich, np. łakomstwo duchowe polegające na upodobaniu w modlitwie i praktykach pokutnych, pragnieniu pociech duchowych, nadmiernym czytaniu książek religijnych itp. Odszedł w ten sposób od dotychczasowego, Ewagriańskiego podziału grzechów głównych na cielesne (obżarstwo, nieczystość, chciwość), duszewne (gniew, smutek, acedia) i duchowe (próżność, pycha), a zwrócił uwagę, iż każdy z nich ma swój aspekt odnoszący się do sfery ducha, duszy i ciała.
Autorzy opracowań sporządzali także zestawienia wad/grzechów/demonów towarzyszących głównym. Czynili to m.in.: Ewagriusz z Pontu, św. Jan Klimak, św. Maksym Wyznawca, św. Izaak Syryjczyk, św. Jan Damasceński, św. Grzegorz Wielki, Wilhelm z Perault. Zestaw taki posiada też, popularny w średniowieczu, XII-wieczny anonimowy podręcznik ascetyczny dla kobiet Zwierciadło Dziewic (łac. Speculum Virginum). Jest on bogato ilustrowany, m.in. przedstawia Drzewo wad zawierające nazwy wad pochodnych. Nauczanie z tego podręcznika przenieśli do protestantyzmu teologowie reformacyjni: Nikolaus Selnecker i Conrad Porta, który opublikował własną jego parafrazę Jungfrawen-Spiegel. W katolicyzmie, po Soborze Trydenckim, wady pochodne od głównych podał św. Robert Bellarmin w swym katechizmie sporządzonym na polecenie papieża Klemensa VIII oraz flamandzki jezuita, teolog życia duchowego, Jean Buys (Johannes Busaeus, 1547–1611) w pracy Panarion, będącej „podręcznikiem medycyny chorób duszy”, w której zebrał 83 wady i 75 cnót. Tradycję tę współcześnie kontynuują autorzy opracowań na temat walki duchowej i uzdrowienia wewnętrznego, przede wszystkim Frank i Ida Mae Hammond oraz Chester i Betsy Kylstra, którzy sporządzili własne zestawienia grzechów/chorób duszy/demonów towarzyszących głównym, w oparciu o doświadczenia w takiej posłudze. Hammondowie i Kylstrowie zaadaptowali w ruchu charyzmatycznym pogląd Ojców Kościoła i ojców pustyni, takich jak: Ewagriusz z Pontu, Jan Klimak, Hezychiusz z Synaju, Filoteusz z Synaju i Jan Damasceński, iż walka z każdą określoną wadą/pożądliwą myślą/grzechem głównym i pochodnym jest też walką ze złym duchem o takim imieniu.

## Ujęcie w katechizmach
Klasyfikacja siedmiu grzechów głównych jest używana w katolickich katechizmach począwszy od XVI wieku (Katechizm św. Roberta Bellarmina) i we współczesnym nauczaniu Kościoła. Katechizm Kościoła Katolickiego z 1992 roku, za tradycją średniowieczną, mówi nie tylko o grzechach, ale o wadach, które powstają wskutek powtarzania tych samych czynów, będących wynikiem skłonności do grzechu po popełnieniu innych grzechów oraz wyjaśnia, że określenie główne, używane od wieków za św. Janem Kasjanem i św. Grzegorzem Wielkim oznacza, że są przyczyną powstawania innych grzechów, wad, nieprawości i zaniedbań. Wymienia on, podobnie jak poprzednie katechizmy, uproszczoną wersję grzechów głównych, w układzie Henryka z Ostii (saligia, pycha jako pierwsza, obejmująca próżność), lecz bez numerowania ich.
W polskich wersjach katechizmów do pierwszej połowy XX wieku avaritia (chciwość) była tłumaczona jako łakomstwo, zaś gula jako obżarstwo. To drugie określenie w nowszych katechizmach rozwinięto na nieumiarkowanie w jedzeniu i piciu. Obecny polski przekład Katechizmu Kościoła Katolickiego gula oddaje przez łakomstwo, umożliwiając głębsze jego rozumienie. Acedia, konkretne a zarazem wieloaspektowe pojęcie z dziedziny życia duchowego i psychologii (zniechęcenie, zobojętnienie, depresja, demon południa) do końca XX wieku zwykle była tłumaczona przez lenistwo. Katechizm Poznański z 1821 roku precyzował: lenistwo w służbie Bożéy. O. Jacek Woroniecki (1878–1949) przekładał wyraz acedia jako zniechęcenie lub smutek w służbie Bożej. Polski KKK podaje dwa warianty tłumaczenia: lenistwo lub znużenie duchowe. Dopiero publikacje z XXI stulecia przyniosły w literaturze polskiej stosowanie terminu acedia.

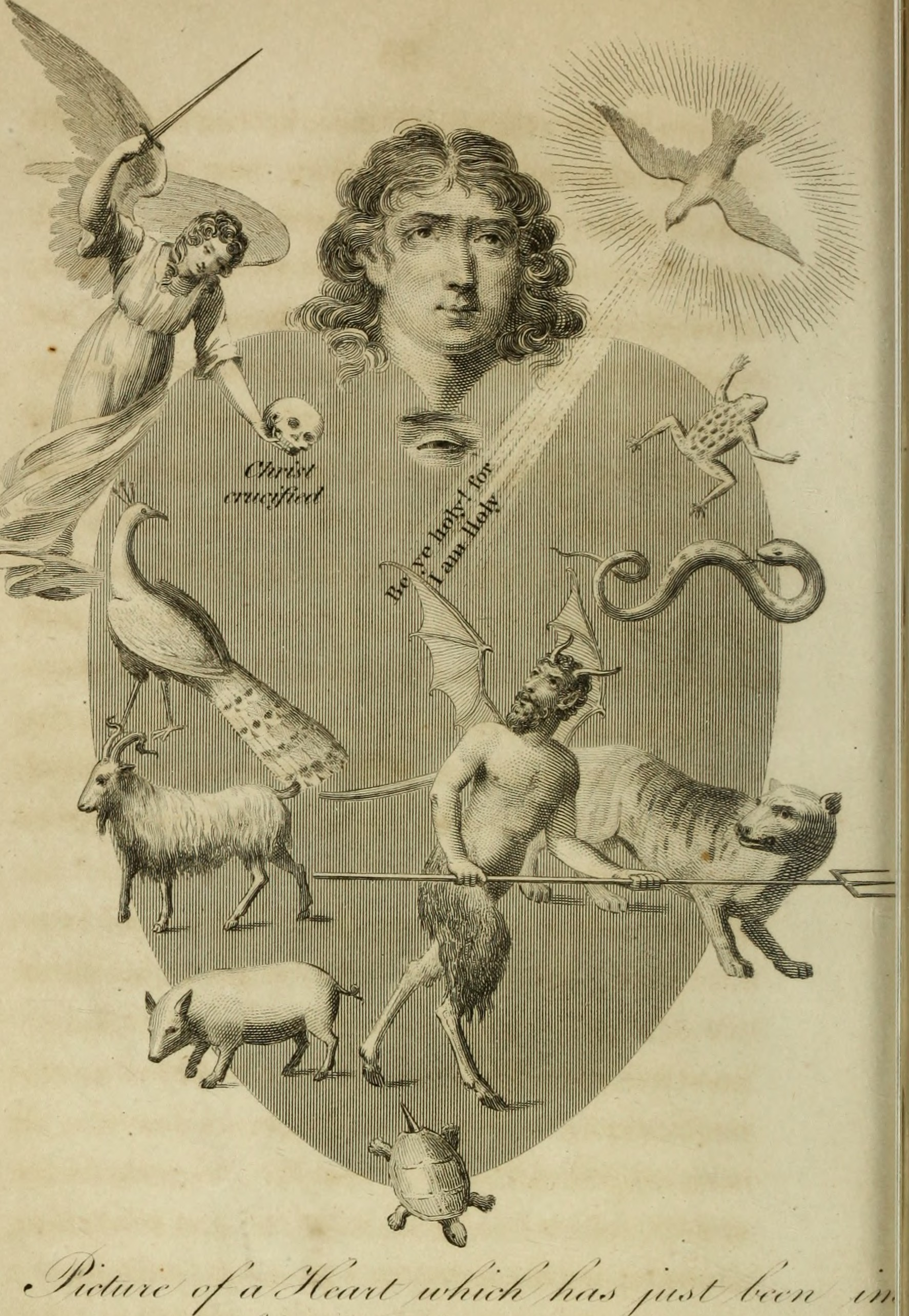
Barbara Allan Simon, ilustracja w A View of the Human Heart, 1828

W XVI wieku w Bretanii powstała forma katechizacji poprzez ilustracje, wykorzystywane wpierw w misjach ludowych, które spopularyzował tamtejszy ewangelizator, jezuita ks. Vincent Huby (1608-1693). Ilustracje te, wraz ze zwięzłym wyjaśnieniem, zwane tablicami misyjnymi (fr. tableaux de mission, bret. taolennoù), przedstawiają podstawowe prawdy katechizmowe, wśród których znaczące miejsce zajmuje seria wyobrażeń ludzkiego serca, wypełnionego grzechami/wadami głównymi i stopniowo pozbywającego się ich poprzez współpracę z łaską Bożą. Na tablicach takich siedem grzechów głównych symbolizują zwierzęta: paw (pycha), ropucha (chciwość), kozioł (nieczystość), wąż (zazdrość), świnia (łakomstwo), lampart (gniew), żółw (lenistwo). Symbole takie przedstawiono na mozaikach w bazylice Notre-Dame de Fourvière w Lyonie, gdzie jednak zamiast ropuchy są mrówki, a zamiast świni pies.
W środowisku protestanckim tablice przedstawiające siedem grzechów głównych spopularyzowała Barbara Allan Simon w pierwszej poł. XIX wieku, w książce katechizacyjnej A View of the Human Heart. We Francji były one stosowane w parafialnych misjach katolickich do połowy XX wieku, obecnie są propagowane w świecie przez protestanckie All Nations Gospel Publishers w broszurce ewangelizacyjnej The Heart of Man, opracowanej na podstawie francuskiego wydania katolickiego z 1732 roku, drukowane w różnych językach, także po polsku.
Grzechy główne w polskim tłumaczeniu Katechizmu Kościoła Katolickiego:
- Pycha
- Chciwość
- Nieczystość
- Zazdrość
- Łakomstwo
- Gniew
- Lenistwo lub znużenie duchowe